# 大城麻耶
大城 まや（おおしろ まや、1987年4月20日 - ）は、日本の元グラビアアイドル、元タレント。

## 人物
- 趣味…サラリーマン鑑賞、クラブ
- 好きなテレビ番組…世界の車窓から、世界遺産
- 特技…ジャズダンス、バスケットボール
- 好きな食べ物…ピザの耳

## 経歴
- 2006年8月 テレビ朝日『ミュージックステーション』サザンオールスターズバックダンサー
- 2006年11月 骨髄移植推進キャンペーンミュージカル『明日への扉』出演
- 2007年3月 MONKEY MAJIK+吉田兄弟『Change』PV出演
- 2017年3月に結婚し、この時すでに芸能界を引退、専業主婦になっていたことを同年5月9日付のブログで明らかにした[1]。

## 出演
テレビ
- 2008年7月、テレビ埼玉『ひるたま』中継レポート『ごごたま』スタジオ生放送
- 2008年8月、テレビ東京ドラマ『怨みや本舗SP』女官 役
- 2008年10月、スカパー『杉浦幸のぱちんこPARK』
- 2009年4月、スカパー・エンタ!371 つくばテレビ『スポっちゃお』
- 2009年1月、テレビ東京　ドラマ『怨み屋本舗 スペシャル2〜マインドコントロールの罠〜』

映画
- 2009年4月、 『弁天通りの人々』（横浜開港150周年記念公認映画）

インターネット放送
- 2009年4月、あっ!とおどろく放送局『Girls Train』
- 2009年4月、『ルーム男の視線』
- 2009年4月、『スーパーナイスボディ』
- 2009年6月22日、GyaOジョッキー『アメリカザリガニのアイドル★チェキ!II』ゲスト出演